# Роксі Девіль
Кеті Лінн Авола (англ. Katie Lynn Avola; нар. 8 листопада 1982 (42 роки), Індіана, США), відома як Роксі Девіль (англ. Roxy DeVille) — американська порноакторка.

## Життєпис
У 2008 році знялася у фільмі «Секс у великому місті», в якому виконала сцену триолізму з Райдер Скай і Жілем Маріні. Вона також зіграла невелику роль у німецькому документальному фільмі 9 to 5: Days in Porn.

## Премії і номінації
| Рік  | Премія     | Результат | Категорія                                                                                             | Фільм                       |
| ---- | ---------- | --------- | --- | --------------------------- |
| 2007 | AVN Award  | Номінація | Краще виконання стриптизу                                                                             | Blacklight Beauty           |
| 2008 | AVN Award  | Номінація | Краща сцена орального сексу, Відео                                                                    | Swallow My Children         |
| 2008 | AVN Award  | Номінація | Не підписана старлетка року                                                                           | Н/Д                         |
| 2008 | FAME Award | Finalist  | Улюблена оральна зірка                                                                                | Н/Д                         |
| 2008 | XRCO Award | Перемога  | Не підписана Сирена                                                                                   | Н/Д                         |
| 2009 | AVN Award  | Номінація | Краща акторка                                                                                         | The Texas Vibrator Massacre |
| 2009 | AVN Award  | Номінація | Краща сцена групового сексу (з Пейдж Морган, Лілою Стар, Шеннон Келлі, Марті Романо і Крістіаном ХХХ) | King Cobra                  |
| 2009 | AVN Award  | Номінація | Виконавиця року                                                                                       | Н/Д                         |
| 2010 | AVN Award  | Номінація | Краща акторка                                                                                         | Whack Job                   |